# Въздушен транспорт
Въздушен транспорт е транспорт, осъществяван посредством летателни апарати (самолети, вертолети, дирижабли), а също така необходимата за тяхната експлоатация инфраструктура: летища, диспечерски и технически служби.
Въздушният транспорт е най-бързият и същевременно най-скъпият вид транспорт. Основната сфера на използване на въздушния транспорт са пътническите превози на разстояния над хиляда километра. Така също се осъществяват и товарни превози, но техният процент е много нисък. Основно това са бързоразвалящи се продукти и особено ценни товари, а също така пощенски пратки. В много труднодостъпни райони (например в планини, в Далечния север) въздушният транспорт е без алтернатива. В такива случаи, когато на мястото на приземяване липсва писта (например при доставка на научни групи в труднодостъпни райони), се използват вертолети.
Голям проблем при съвременните самолети е шумът при излитане, който нарушава качеството на живот на жителите на разположените в близост до летища квартали.

## История
В настоящо време понятията авиация и въздушен транспорт фактически са синоними, тъй като превозът се осъществява изключително с летателни апарати, по-тежки от въздуха. Но първите летателни апарати са били по-леки от въздуха.
През 1709 година е пуснат първият въздушен балон. В края на XIX век доминиращи във въздуха стават огромните въздушни кораби – дирижаблите. Техният златен век е през първата половина на XX век, когато пътнически дирижабли са извършвали редовни полети между Европа и Америка. Епохата на дирижаблите завършва през 1937 година, когато на летището до Ню Йорк злополучно изгаря немският пътнически дирижабъл лайнер „Хинденбург“. В края на XX век интересът към дирижаблите се възобновява, защото те макар и да са много по-бавни от самолетите, са и много по-евтини, но вече вместо взривоопасния водород се използва инертен хелий. Въпреки това сферата на тяхното приложение остава минимална: рекламни и увеселителни полети, наблюдение на пътната обстановка.